# Коромыслов, Георгий Фёдорович
Георгий Фёдорович Коромыслов (06.04.1932 — 10.04.2003) — советский и российский учёный в области ветеринарной биохимии, биотехнологии, иммунологии и инфекционной патологии животных, академик ВАСХНИЛ (1988).

## Биография
Родился в г. Кузнецк Пензенской области (в то время — Средневолжский край).
Окончил Московскую ветеринарную академию (1955), после чего работал старшим ветеринарным врачом винсовхоза «Рябичевский», Романовский район Ростовской области (1955—1956), и главврачом совхоза «Лопатинский», Мокшанский район Пензенской области (1956—1961).
С 1961 по 2003 г. во Всесоюзном (Всероссийском) НИИ экспериментальной ветеринарии: аспирант (1961—1964), младший научный сотрудник (1963—1966), старший научный сотрудник (1966—1974), заведующий лабораторией биохимии и молекулярной биологии (1974—2003), директор (1977—2002).
Народный депутат СССР от ВАСХНИЛ (1989—1991).
Доктор биологических наук (1975), академик ВАСХНИЛ (1988).
Специалист в области ветеринарной биохимии, биотехнологии, иммунологии и инфекционной патологии животных.
Разработчик технологии производства ППД туберкулина-ВИЭВ, наборов на основе моноклональных антител для диагностики ротавирусной инфекции телят, высокочувствительных методов диагностики инфекций, технологии использования иммуномодуляторов для профилактики болезней животных.
Заслуженный деятель науки Российской Федерации (1993). Дважды лауреат Премии Правительства РФ в области науки и техники. Награждён орденами «Знак Почёта», Дружбы и медалями.
Автор около 400 научных трудов, в том числе 16 книг и брошюр. Книги:
- Инфекционные болезни при промышленном скотоводстве / соавт.: М. А. Сидоров и др. — М., 1980. — 171 с.
- Микоплазмы в патологии животных / соавт.: Я. Месарош и др. — М.: Агропромиздат, 1987. — 255 с.
- Лейкозы и злокачественные опухоли животных / соавт.: Л. Г. Бурба и др. — 2-е изд., перераб. и доп. — М.: Агропромиздат, 1988. — 400 с.
- Гликопин. Применение иммуномодулятора гликопин для профилактики и лечения заболеваний животных: метод. рекомендации / соавт.: Г. И. Устинова и др.; Всерос. НИИ эксперим. ветеринарии им. Я. Р. Коваленко. — М., 2002. — 14 с.

Похоронен на Кузьминском кладбище.